# Évhémère
Évhémère de Messine (en grec ancien Εὐήμερος ὁ Μεσσήνιος / Euhḗmeros ho Messḗnios) (-316 - -260) est un mythographe grec de la cour de Cassandre, auteur de L'Écriture sacrée, roman de voyage fantastique. Son roman est à l'origine de la théorie de l'évhémérisme. Il est parfois considéré comme l'un des premiers théoriciens de l'athéisme systématique.

## Notice historique
Le lieu de naissance d'Évhémère est contesté : selon certains il serait né à « Messine », alors que d'autres penchent plutôt vers Chios. Théophraste, lui, le dit originaire de Tégée.

## Son œuvre (roman)
Elle ne nous est connue que de seconde ou de troisième main, traduite en latin par le poète Ennius, puis perdue mais transmise par un compte rendu donné dans les Institutions divines de l'apologiste chrétien Lactance, et un autre résumé transmis par Diodore de Sicile, mais on trouve des allusions à Évhémère chez plusieurs autres auteurs grecs et latins,,,.

Il présente dans son roman les dieux grecs comme étant des héros ou de grands hommes divinisés après leur mort. L'ouvrage raconte un voyage initiatique qu’il aurait effectué dans une île nommée « Panchée » où il aurait pu contempler une colonne d'or sur laquelle auraient été racontées les actions, mais aussi la mort de divers hommes portant les mêmes noms que les divers dieux grecs.

« Ainsi, Zeus aurait été un souverain sage et bienfaisant, Aphrodite une courtisane du roi de Chypre qui en aurait fait une déesse et Athéna une reine guerrière. Sextus Empiricus, qui rapporte les propos d’Évhémère, donne une vision quelque peu différente de la théorie d’Évhémère : dans ce cas, les divinités de ces hommes n’étaient pas dues aux honneurs de l’immortalité que leur aurait conférée d’autres hommes, mais à un titre qu’ils se seraient eux-mêmes attribué. »
Sextus Empiricus écrit dans Contre l’enseignement des sciences :

« Évhémère, surnommé l’Athée, dit ceci : lorsque les hommes n’étaient pas encore civilisés, ceux qui l’emportaient assez sur les autres en force et en intelligence pour contraindre tout le monde à faire ce qu’ils ordonnaient, désirant jouir d’une plus grande admiration et obtenir plus de respect, s’attribuèrent faussement une puissance surhumaine et divine, ce qui les fit considérer par la foule comme des dieux. »

## Moyen Âge
Plus tard, des écrivains chrétiens des premiers siècles, tel Lactance et d'autres apologistes, reprennent son argumentation pour combattre la religion romaine. Au Moyen Âge et à la Renaissance, on le cite encore et on détourne ses idées. J. Seznec montre dans sa thèse La Survivance des dieux antiques (publiée à Londres en 1940) que les dieux antiques, ou faux dieux, qu'Évhémère et les premiers apologistes avaient cru détruire en les réduisant à redevenir des hommes, sont néanmoins devenus, au Moyen Âge et à la Renaissance, des personnages historiques qu'on a vénérés pour leurs grandes qualités humaines, comme les saints.